# Parafia Najświętszego Serca Pana Jezusa w Danbury
Parafia Najświętszego Serca Pana Jezusa w Danbury (ang. Sacred Heart of Jesus Parish) – parafia rzymskokatolicka  położona w Danbury, Connecticut, Stany Zjednoczone.
Była jedną z wielu etnicznych, polonijnych parafii rzymskokatolickich w Nowej Anglii z mszą św. w j. polskim dla polskich imigrantów.
Parafia została dedykowana Najświętszemu Sercu Pana Jezusa.

## Historia
W 1924 roku polscy imigranci uzyskali pozwolenie od biskupa Hartford, Michaela Tierneya, na zorganizowanie parafii polskojęzycznej. Pierwsza msza św. odbywała się w piwnicy ratusza w Danbury. Wiosną 1925 nieruchomości, gdzie stoi obecnie kościół, zostały zakupione za jednego dolara. W ciągu kolejnych czterech miesięcy zebrano ponad 20 000 dolarów i budowa nowego kościoła rozpoczęła się niemal natychmiast. 18 października 1925 roku 2000 osób było świadkiem położenia kamienia węgielnego pod budowę nowego kościoła.
W dniu 8 kwietnia 1926 nastąpiło poświęcenie kościoła i dedykowanie go Najświętszemu Sercu Pana Jezusa.

## Wyjazd franciszkanów konwentualnych
W czerwcu 2014 r. biskup Caggiano, ks. James McCurry (brat prowincjalny) i ks. Dennis Mason (proboszcz Najświętszego Serca) ogłosili, że po prawie 90 latach służby franciszkanie konwentualni opuszczą parafię Najświętszego Serca Jezusowego w ramach restrukturyzacji. Msza dziękczynna odbyła się 26 sierpnia 2014 r. z okazji ich posługi parafialnej. Obecni byli bp Caggiano, ks. McCurry, ks. Dennis Mason, ks. Brad Heckathorne i ks. Michała Łaskiego. Ks. Leonel Medeiros objął funkcję proboszcza Najświętszego Serca po odejściu ojca Dennisa Masona. Ks. Medeiros został pierwszym proboszczem diecezjalnym w historii parafii Najświętszego Serca.